# Warsonofiusz (Stolar)
Warsonofiusz, imię świeckie Wasyl Petrowycz Stolar (ur. 1 sierpnia 1972 w Ładyżynie) – ukraiński biskup prawosławny. 

## Życiorys
Pochodzi z rodziny robotniczej. W 1991 ukończył wyższą szkołę metrologiczną w Odessie. Dwa lata później, po odbyciu zasadniczej służby wojskowej, rozpoczął naukę w seminarium duchownym w Kijowie, które ukończył w 1997. Wyższe wykształcenie teologiczne zdobył w Kijowskiej Akademii Duchownej w 2001. Jeszcze jako student, w listopadzie 1998, wstąpił jako posłusznik do ławry Peczerskiej, zaś 24 grudnia tego samego roku biskup wyszhorodzki Paweł przyjął od niego śluby mnisze w riasofor, nadając mu imię zakonne Warsonofiusz. 17 stycznia 1999 został wyświęcony na diakona, zaś 1 kwietnia tego samego roku złożył wieczyste śluby mnisze przed biskupem wyszhorodzkim Pawłem, zachowując dotychczasowe imię. Święcenia kapłańskie przyjął 7 kwietnia 1999 z rąk metropolity kijowskiego i całej Ukrainy Włodzimierza. Od 2001 pełnił funkcję skarbnika ławry Peczerskiej, w tym też roku otrzymał godność ihumena. W 2004 został podniesiony do godności archimandryty. 
Nominowany na biskupa borodiańskiego, wikariusza eparchii kijowskiej, na posiedzeniu Świętego Synodu Ukraińskiego Kościoła Prawosławnego w dniu 25 sierpnia 2012. Jego chirotonia biskupia miała miejsce w cerkwi Świętych Antoniego i Teodozjusza Pieczerskich w ławrze Peczerskiej 28 sierpnia 2012. Jako konsekratorzy wzięli w niej udział metropolita kijowski i całej Ukrainy Włodzimierz, metropolita wyszhorodzki i czarnobylski Paweł, arcybiskupi boryspolski Antoni, jahodyński Serafin, perejasławsko-chmielnicki i wiszniewski Aleksander, biskupi makarowski Hilary, browarski Teodozjusz, obuchowski Jonasz i irpeński Klemens.
17 sierpnia 2018 r. otrzymał godność arcybiskupa. W grudniu tego samego roku został ordynariuszem eparchii winnickiej (w miejsce metropolity Symeona (Szostackiego), który przeszedł w jurysdykcję Kościoła Prawosławnego Ukrainy). 17 sierpnia 2019 r. podniesiony do godności metropolity.